# 타테이시 케이타
타테이시 케이타(일본어: 立石 佳太, 1954년 9월 16일~)는 일본의 만화가이다. 본명은 쿠와모토 요시아키(일본어: 桑本佳明)이다. 대표작으로는 대한민국에서도 '쿤타맨'으로 알려진 개그만화 초인 킨타맨 (超人キンタマン)이 있다. 초인 킨타맨 이후로는 게임보이 관련 만화 등을 그렸지만, 1994년 과체중 등 건강상의 이유로 만화가를 그만두고 회사에 근무하며 일러스트레이터 활동을 했다.